# Jonathan Augustin-Fairell
Jonathan Augustin-Fairell (Miami, 22 giugno 1993) è un cestista statunitense con cittadinanza bahamense.

## Palmarès

### Squadra
- Supercoppa d'Austria: 1

BC Vienna: 2015

### Individuali
- MVP Supercoppa d'Austria: 1

2015